# Toys for Bob
Toys for Bob est une société de développement de jeux vidéo, fondée en 1989 par Paul Reiche III et Fred Ford. Ils sont surtout connus pour le jeu Star Control et sa suite Star Control 2. Ils développent peu après plusieurs jeux pour Crystal Dynamics, comme The Horde, Pandemonium et The Unholy War. Le partenariat avec Crystal Dynamics prend fin en 2002.
Le studio est racheté par Activision le 3 mai 2005. L'équipe de direction et les employés ont tous signé un contrat de long terme avec Activision. Toys For Bob reste basé à Novato, en Californie. Ils ont récemment travaillé sur Tony Hawk's Downhill Jam pour la Wii. Le choix du nom « Toys for Bob » (littéralement 'Des jouets pour Bob') n'a aucune raison particulière, il a été choisi simplement parce que les développeurs l'aimaient.
Le 29 février 2024, Paul Yan et Avery Lodato annoncent que le studio sera à présent indépendant.

## Histoire

### Partenariat et succès deStar Control
Toys for Bob naît d'un partenariat entre Paul Reiche III et Fred Ford. Tous deux fréquentent séparément l'Université de Californie à Berkeley à la même période avant d'intégrer l'industrie du jeu vidéo au début des années 1980. Ford commence sa carrière en développant des jeux pour des ordinateurs personnels japonais, puis s'oriente vers des postes plus corporate. Après plusieurs années dans des entreprises de graphisme de la Silicon Valley, il réalise toutefois que l'industrie du jeu lui manque. De son côté, Reiche commence chez l'éditeur de Dungeons & Dragons, TSR, avant de créer des jeux PC pour Free Fall Associates. Son producteur chez Free Fall rejoint ensuite Accolade et facilite la signature d'un contrat de trois jeux avec cet éditeur. À ce moment, Reiche cherche un programmeur et Ford un designer/artiste. Des amis communs, dont l'artiste fantaisiste Erol Otus (en) et le game designer Greg Johnson, organisent alors une soirée jeux de société pour les présenter. Peu après, Reiche et Ford fondent leur studio en 1989.
Reiche et Ford collaborent pour la première fois sur Star Control, sorti sur MS-DOS en 1990,. Initialement intitulé Starcon, le jeu reprend et fait évoluer des concepts développés par Reiche dans Archon: The Light and the Dark . Les éléments stratégiques d’Archon sont transposés dans un univers spatial, avec des combats de vaisseaux en un contre un inspirés du classique Spacewar! de 1962. Au cours du développement, Reiche et Ford peaufinent leur processus de collaboration, ce qui limite l'ampleur du jeu par rapport à sa suite. À sa sortie, Star Control est élu « Meilleur jeu de science-fiction »  par Video Games and Computer Entertainment,. Des décennies plus tard, il reste considéré comme l'un des plus grands jeux de tous les temps,, et inspire de nombreux développeurs de jeux vidéo.
Le succès de Star Control mène à une suite plus ambitieuse, Star Control II. Reiche et Ford cherchent à enrichir le système de combat du premier opus en y intégrant une narration plus approfondie. Leur volonté de créer une aventure spatiale dynamique s’inspire largement de Starflight, conçu par Greg Johnson en 1986. Lors du développement de Starflight, Johnson partage un bureau avec Reiche, qui s’enthousiasme pour le projet au point de l’aider à concevoir son système de communication,. Quelques années plus tard, cette amitié pousse Reiche à solliciter Johnson pour travailler sur Star Control II, où il devient l’un des principaux contributeurs,,. L’univers du jeu s’étoffe considérablement par rapport au premier volet, avec un développement approfondi de l’histoire et des personnages. Alors que Reiche et Ford rédigent une première version des dialogues, ils réalisent qu’ils ont besoin d’aide pour l’écriture et les éléments artistiques. Ils font donc appel à des amis proches. Outre Johnson, ils recrutent Erol Otus, qui contribue aux illustrations, à la musique et aux textes, et prêtera également sa voix dans une version ultérieure du jeu. Par l’intermédiaire d’amis communs, ils engagent aussi l’artiste fantasy George Barr,. Le projet prend finalement du retard et le budget alloué par Accolade s’épuise. Durant les derniers mois de développement, Ford finance lui-même l’équipe pour mener le jeu à son terme.
Star Control II reçoit un accueil encore plus favorable que son prédécesseur, figurant régulièrement parmi les meilleurs jeux de tous les temps selon de nombreuses publications. Il est également classé parmi les meilleurs jeux dans plusieurs domaines spécifiques, notamment l’écriture,, la conception du monde,,, le design des personnages,, et la musique,. Le jeu influence la conception de nombreux titres, notamment le gameplay de Fallout, la construction du monde de Mass Effect, et les événements narratifs de Stellaris. Après avoir finalisé un portage de Star Control II sur la 3DO Interactive Multiplayer, intégrant un doublage et des améliorations, Accolade propose à Ford et Reiche un budget équivalent pour développer un troisième opus. Toutefois, ils déclinent l’offre afin de se consacrer à d’autres projets. Ayant conservé les droits sur les personnages et l’histoire des deux premiers jeux, ils accordent une licence à Accolade, permettant à l’éditeur de produire Star Control 3 sans leur participation.

### Croissance sousCrystal Dynamics
Le studio propose son prochain jeu à Sega, mais ses contacts au sein de l'entreprise ont déjà rejoint Crystal Dynamics, ce qui le pousse à conclure un accord d'édition avec cette dernière. À cette période, l'équipe se compose de Reiche, Ford et du frère de ce dernier, Ken, avec l'appui de freelances recrutés pour des tâches clés. Alors que leurs jeux précédents sont publiés sous leurs noms légaux, les suivants adoptent l'appellation du studio « Toys for Bob ». Souhaitant se démarquer de la concurrence, ils recherchent un nom distinctif. Laurie, l'épouse de Reiche, propose « Toys for Bob », un choix destiné à éveiller la curiosité et à refléter l'intérêt de Reiche et Ford pour les jouets,.
Le premier jeu du studio sous Crystal Dynamics, The Horde (1994), est un jeu mêlant action et stratégie avec des séquences en full-motion video. Tirant parti des connexions hollywoodiennes de Crystal Dynamics et de la capacité de stockage accrue des CD-ROM pour les scènes vidéo, l'équipe engage des acteurs professionnels, dont Martin Short et Kirk Cameron. Le jeu reçoit deux récompenses de Computer Gaming World : « Meilleure bande-son » pour la musique de Burke Trieschmann et « Meilleure performance à l’écran » pour le rôle de Michael Gregory en tant que Kronus Maelor.
En 1996, Toys for Bob publie Pandemonium!, un jeu de plateforme en 2.5D destiné aux consoles. L'équipe s’agrandit pour atteindre près de 30 personnes afin de mener à bien le projet, nécessitant un apprentissage approfondi des mécaniques de conception en 3D. À mesure que l’entreprise se développe, une certaine mythologie se construit autour de son nom. Reiche explique qu'en réponse aux interrogations récurrentes sur la signification de Toys for Bob, il encourage son équipe à inventer leur propre version de « Bob » et à jurer qu’il est unique, dans le but de « dérouter encore davantage les gens » .
Alors que le studio s’apprête à sortir The Unholy War en 1998, Crystal Dynamics est racheté par Eidos Interactive. The Unholy War est un jeu de combat intégrant une méta-stratégie, reprenant une combinaison de mécaniques déjà présentes dans Archon de Reiche et dans le Star Control original. Reiche et Ford estiment que ce gameplay pourrait convenir à une adaptation d’une licence japonaise, comme SD Gundam, et Crystal Dynamics les met en contact avec Bandai, qui leur promet une « licence encore plus grande ».
Finalement, Bandai leur confie le développement de Majokko Daisakusen: Little Witching Mischiefs (魔女っ子大作戦), un jeu basé sur des personnages de magical girls issus d’anime japonais des années 1960, 1970 et 1980,. Ce choix surprend Toys for Bob, et le projet est marqué par des difficultés de traduction. À mesure que le développement s’éternise, le studio continue de recevoir des rapports de bugs en japonais, jusqu’à ce qu’il décide de simplement débrancher son fax, mettant ainsi un terme au projet. Majokko Daisakusen sort exclusivement au Japon, et Toys for Bob ne découvre jamais quel a été son succès commercial.
Leur sortie suivante est Disney's 102 Dalmatians: Puppies to the Rescue, une autre grande licence considérée comme de meilleure qualité que d'autres jeux sous licence,. Peu après la sortie du jeu, Crystal Dynamics décide de licencier l'ensemble de l'équipe de Toys for Bob. Après plus de dix ans de collaboration en tant que partenariat, Reiche, Ford et Terry Falls constituent une société en 2002 sous le nom de Toys for Bob, et annoncent qu'ils sont à la recherche d'un nouvel éditeur après s'être séparés de Crystal Dynamics et Eidos Interactive,.

### Acquisition par Activision
Peu après avoir rétabli leur studio en tant qu'entreprise indépendante, Reiche et Ford publient le code source de la version 3DO de Star Control II en open source sous licence GNU General Public License (GPL) et sollicitent la communauté de fans pour l’adapter aux systèmes d’exploitation modernes. Ce travail aboutit en 2002 à la sortie de The Ur-Quan Masters (en), un jeu open source rebaptisé ainsi en raison du fait que la marque Star Control appartient alors à Atari, qui a acquis Accolade. Un stagiaire de Toys for Bob initie le portage du jeu vers divers systèmes modernes, et la communauté de fans poursuit le projet en y apportant des améliorations et un soutien continu. Reiche et Ford conservent les droits d’auteur sur le contenu original des deux premiers Star Control et accordent au projet géré par la communauté une licence gratuite et perpétuelle sur le contenu de Star Control II ainsi que sur la marque Ur-Quan Masters.
Toys for Bob trouve en Activision son nouvel éditeur grâce à l'intervention d'anciens employés ayant fondé Shaba Games avant de le revendre à Activision. Alors que le marché des adaptations sous licence est en plein essor, Activision confie au studio le développement de Disney's Extreme Skate Adventure, un jeu combinant le moteur de Tony Hawk's Pro Skater 4 avec l’expertise de Toys for Bob dans les licences Disney. Sorti en 2003, ce projet permet au studio d'acquérir une expérience supplémentaire dans la création de jeux destinés à un jeune public.
Sous Activision, Toys for Bob continue de se concentrer sur les jeux sous licence, notamment avec Madagascar. Leur collaboration grandissante avec l'éditeur aboutit à leur acquisition en 2005 : le studio devient une filiale à part entière d’Activision, tandis que l’équipe de direction et les employés signent des contrats à long terme sous cette nouvelle structure. Toutefois, la sortie de Madagascar révèle un essoufflement du marché des jeux sous licence,, en partie à cause de la mauvaise réputation engendrée par une prolifération de jeux de qualité médiocre. À cette période, l’entreprise compte 27 employés et cherche à développer un jeu suffisamment performant pour justifier cette expansion,.

### Percée de Skylanders

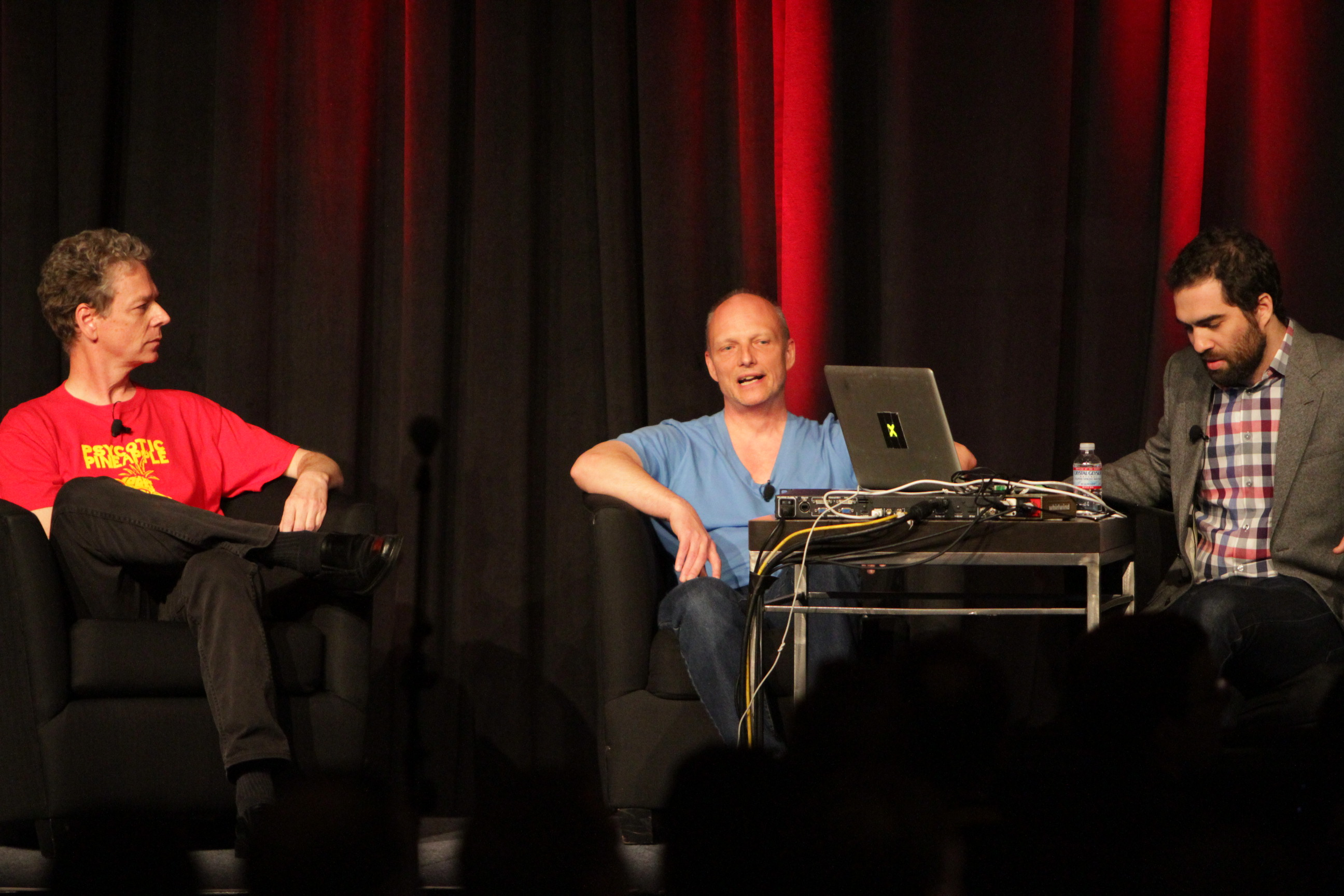
Paul Reiche III (à gauche) et Fred Ford (au milieu) évoquent leur carrière à la GDC 2015

Activision demande au studio de proposer une nouvelle idée, et l'équipe ressent la pression de trouver l'opportunité idéale. L'une des idées vient du designer de personnages de Toys for Bob, I-Wei Huang, qui crée des jouets et des robots pendant son temps libre. L'entreprise voit le potentiel de transformer ces créations en jeu vidéo, et l'ingénieur technique Robert Leyland applique ses compétences en électronique pour le projet,.
Par coïncidence, Activision fusionne avec Vivendi Games en 2008 et demande à Toys for Bob de développer un nouveau jeu basé sur la franchise Spyro de Vivendi. Le studio identifie immédiatement l'interaction entre jouets et jeu vidéo comme étant parfaite pour l'univers de Spyro. L'équipe y voit également une occasion de mettre à profit sa passion et son expérience dans la création de monstres,. Séduit par l'idée, le PDG d'Activision, Bobby Kotick, accorde une année supplémentaire au studio pour affiner le gameplay, la technologie et le processus de fabrication. Activision perçoit également un fort potentiel pour les licences de Nintendo et demande à Toys for Bob de présenter le concept à l'entreprise japonaise dès le début du développement. Cependant, Nintendo choisit de limiter son rôle à la commercialisation du jeu sur la Wii.
Cela culmine avec la sortie en 2011 de Skylanders: Spyro's Adventure, un succès retentissant,. Le studio poursuit avec Skylanders: Giants en 2012, permettant à la série de générer un milliard de dollars de ventes seulement 15 mois après la sortie du premier jeu. Ces réussites amènent Gamasutra à classer Toys for Bob parmi leurs meilleurs développeurs de 2012, déclarant : « Nous ne sommes pas seulement impressionnés par le fait que Toys for Bob ait réussi à lancer Skylanders il s'est vendu massivement, après tout nous sommes impressionnés par le courage qu'ils ont eu de commencer avec cette idée ». Plusieurs publications ont attribué à Skylanders la création du genre « toys-to-life », attirant des concurrents tels que Nintendo, Disney et le groupe Lego vers ce secteur du marché de plusieurs milliards de dollars,,.
Au cours des années suivantes, Toys for Bob crée plusieurs jeux vidéo Skylanders à succès,, dont Skylanders: Trap Team. Leur dernier jeu de cette série, Skylanders: Imaginators, sort en 2016, et remporte plusieurs prix,,. Cependant, la baisse des ventes et l'augmentation de la concurrence laissent penser que les jeux « toys-to-life » ont atteint leur apogée, et Activision décide de mettre fin à la série Skylanders,. Malgré cela, Skylanders devient l'une des franchises de jeux vidéo les plus vendues de tous les temps. Fin 2018, Toys for Bob fait don de centaines de jouets Skylanders au The Strong National Museum of Play, qui prévoit de les utiliser comme une exposition pour documenter « l'une des franchises de jeux les plus importantes de la dernière décennie ».
Toys for Bob poursuit le développement de licences importantes sous Activision. Le studio travaille sur une version reconditionnée de Spyro Reignited Trilogy, avec des sons et des visuels mis à jour, en collaboration avec les développeurs de la trilogie originale de Spyro, dont la sortie en 2018 est considérée comme l'un des meilleurs remakes de jeux vidéo de tous les temps. Après avoir porté la Crash Bandicoot N. Sane Trilogy sur la Nintendo Switch, Toys for Bob cherche à maintenir l'élan du succès de ce titre en développant Crash Bandicoot 4: It's About Time, une suite directe de la trilogie originale Crash Bandicoot,. Lors de sa sortie en 2020, le studio se forge une réputation en tant que leader dans la renaissance des franchises de la première PlayStation, dans le cadre d'une tendance récente.

### Nouvelle direction
Les fondateurs Reiche et Ford quittent Toys for Bob à la fin de l'année 2020 pour créer un studio indépendant et entamer le développement d'une suite à The Ur-Quan Masters (en),,. Paul Yan et Avery Lodato prennent la tête du studio,,, qui continue d’opérer avec environ 180 employés. En avril 2021, Toys for Bob est annoncé comme studio de support pour Call of Duty: Warzone, aux côtés de Raven Software, Infinity Ward et Treyarch. Cette collaboration mène à la sortie de Call of Duty: Vanguard en décembre 2021, avec certains de ses contenus intégrés à Warzone. Tout au long de l'année 2021, des allégations de harcèlement au travail émergent au sein de la maison-mère Activision Blizzard, et des employés de Toys for Bob figurent parmi les 500 signataires appelant à la démission de Kotick,. Reiche soutient alors la nécessité d'un changement de direction chez Activision Blizzard.
Le 18 janvier 2022, Microsoft annonce son intention d'acquérir Activision Blizzard pour 68,7 milliards de dollars. L'entreprise s'engage à améliorer les conditions de travail et à favoriser un environnement plus inclusif au sein des studios d'Activision, y compris Toys for Bob,,. En tant que PDG de la division gaming de Microsoft, Phil Spencer exprime son intérêt pour la relance d'anciennes franchises détenues par le groupe, avec la possibilité pour Toys for Bob d'y contribuer,. Kotick partage également son désir de longue date de faire revivre la série Skylanders, jugeant cela réalisable grâce aux capacités de fabrication et à la chaîne d'approvisionnement de Microsoft,.
En janvier 2024, Microsoft procède à 1 900 suppressions de postes, dont 89 au sein de Toys for Bob, entraînant la fermeture des bureaux du studio à Novato. Les employés restants passent alors en télétravail. En février 2024, Toys for Bob annonce son intention de se séparer d'Activision. Le mois suivant, Windows Central rapporte que le studio a conclu un partenariat avec Microsoft pour publier son premier jeu en tant que studio indépendant,. En mai 2024, Toys for Bob retrouve son indépendance.

## Jeux développés
- Star Control (1990)
- Star Control II (1992)
- The Horde (jeu vidéo) (en)
- Pandemonium (1996)
- Pandemonium 2 (1997)
- The Unholy War (1998)
- Les 102 Dalmatiens (2001)
- Disney's Extreme Skate Adventure (2003)
- Madagascar (2005)
- Tony Hawk's Downhill Jam (2006)
- Madagascar 2 (2008)
- Skylanders: Spyro's Adventure (2011)
- Skylanders: Giants (2012)
- Skylanders: Trap Team (2014)
- Skylanders: Imaginators (2016)
- Crash Bandicoot: N. Sane Trilogy (2017)
- Spyro Reignited Trilogy (2018)
- Crash Bandicoot 4: It's About Time (2020)
- Crash Team Rumble (2023)

#### Magazines de jeux vidéos

##### GamePro
- (en) IDG, « GamePro Issue 057 », GamePro, no 57,‎ avril 1994 (ISSN 1042-8658, lire en ligne , consulté le 9 mars 2025).
- (en) Game Over Man, « GamePro Issue 058 », GamePro, no 58,‎ 1994 (ISSN 1042-8658, lire en ligne , consulté le 9 mars 2025).

##### Computer Gaming World
- (en) Chris Lombardi, « Computer Gaming World Issue 118 », Computer Gaming World, Ziff Davis, no 118,‎ avril 1994 (ISSN 0744-6667, lire en ligne ).
- (en) Ziff Davis, « Computer Gaming World Issue 148 », Computer Gaming World, Ziff Davis, no 148,‎ novembre 1996 (ISSN 0744-6667, lire en ligne , consulté le 9 mars 2025).
- (en) Ziff Davis, « Computer Gaming World Issue 119 », Computer Gaming World, Ziff Davis, no 119,‎ juin 1994 (ISSN 0744-6667, lire en ligne , consulté le 9 mars 2025).

##### Electronic Gaming Monthly
- (en) Ziff Davis, « Electronic Gaming Monthly Issue 088 ( November 1996) », Electronic Gaming Monthly, Ziff Davis, no 88,‎ novembre 1996 (ISSN 1058-918X, lire en ligne , consulté le 9 mars 2025).

##### Sega Saturn Magazine
- (en) Rich Leadbetter, « Pandemonium! », Sega Saturn Magazine, EMAP, no 19,‎ 1997 (ISSN 1360-9424).

##### VideoGame & Computer Entertainment
- (en) L.F.P., Inc., « Video Games & Computer Entertainment Issue 25 February 1991 », VideoGames & Computer Entertainment, L.F.P., Inc., no 25,‎ novembre 1991 (ISSN 1059-2938, OCLC 25300986, lire en ligne , consulté le 9 mars 2025).
- (en) Arnie Katz, « Video Games & Computer Entertainment 27 April 1991 », VideoGames & Computer Entertainment, L.F.P., Inc., no 27,‎ 27 novembre 1991 (ISSN 1059-2938, OCLC 25300986, lire en ligne , consulté le 9 mars 2025).

##### Official Dreamcast Magazine UK
- (en) Future Publishing, « OfficialDreamcastmag Issue 16 », The Official Dreamcast Magazine, Future Publishing, no 16,‎ 2001 (lire en ligne , consulté le 9 mars 2025).

##### InterActivity
- (en) Maher Kathleen, « InterActivity 01 November/December 1994 », InterActivity,‎ novembre 1994 (lire en ligne , consulté le 9 mars 2025).

### Conférences
- (en) Game Developers Conference, « Classic Game Postmortem: Star Control »  [vidéo], sur YouTube, Game Developers Conference, 2015 (consulté le 6 mars 2025).